# Cycas tanqingii
Cycas tanqingii D. Yue Wang, 1996 è una pianta appartenente alla famiglia Cycadaceae.

## Descrizione
Questa specie ha tronco breve ma robusto e foglie dotate di lunghissimi piccioli. La morfologia di questa specie non è del tutto conosciuta

## Distribuzione e habitat
È endemica del sud est dello Yunnan in Cina. Pare che sia presente anche nel confinante Viet Nam.
Il suo habitat è il sottobosco di foreste sempreverdi subtropicali situate su pendii ripidi.

## Conservazione
La IUCN Red List classifica C. tanqingii come specie prossima alla minaccia (Near Threatened) a causa della distruzione a scopi agricoli delle foreste native. Ciò nonostante abbondanti popolazioni sono presenti sui terreni non coltivabili dell'areale..

La specie è inserita nella Appendice II della Convention on International Trade of Endangered Species (CITES)